# 40th Anniversary Special〜オールタイム・ベストアルバム
『40th Anniversary Special〜オールタイム・ベストアルバム』（フォーティース アニバーサリー スペシャル オールタイム ベストアルバム）は、石野真子のベスト・アルバム。2018年6月27日発売。発売元はビクターエンタテインメント。規格品番はVICL-65018/9。DVD-Videoとブックレットが付属した初回限定盤の『MAKO PACK [40th Anniversary Special] 〜オールタイム・ベストアルバム』についても本項で扱う。規格品番はVIZL-1391。

## 解説
1978年に「狼なんか怖くない」（SV-6380）で歌手デビューしてから40周年を迎え発売された記念の自選集で、キャリア初のレコードレーベルを超えたベスト・アルバムでもある。
CD-DA2枚の通常盤と、同内容のCD-DA2枚とテレビ番組出演時の歌唱映像を收めたDVD-Video2枚、本人インタビューや本人楽曲解説、来歴とディスコグラフィ、本人コメントを掲載した84ページのブックレットが付属した三方背ボックス入り初回限定盤『MAKO PACK』の2形態で発売された。パッケージ写真は異なっているが、CDジャケットは同じ。
CD2枚とDVD2枚の内訳は下記のとおりである。
- ディスク1は、セルフセレクションIとして1978年から1981年の間にビクターエンタテインメントから発売されたシングル・レコードA面曲とスタジオ・アルバム収録曲から選曲された。
- ディスク2は、セルフセレクションIIとして1981年から1985年のビクターエンタテインメント所属後期と2003年以降のCOME TRUE RECORDSから発売されたCDシングルA面曲とスタジオ・アルバム収録曲から選曲された。
- 初回限定盤DVDは、1970年代後半から1980年代前半にテレビ番組へ出演した際の歌唱映像をDVD1はTBS系、DVD2はフジテレビ系・NHKと放送局に分けて収録。ほか、DVD1はスポニチ芸能ニュースが収められた。

発売に際し、音源に対してデジタル・リマスタリングが施された。

## 収録曲

### Disc 1 セルフセレクションI
- 記載のない楽曲の作詞者、作曲者、編曲者はリンク先を参照のこと。

1. 狼なんか怖くない [3:13][1]
2. わたしの首領 [3:18]
3. 私はオレンジ [3:13]
作詞・作曲: 谷山浩子、編曲: 福井峻
4. 失恋記念日 [3:42]
5. ぽろぽろと [3:22]
作詞: 阿久悠、作曲: 吉田拓郎、編曲: 鈴木茂
6. 日曜日はストレンジャー [3:31]
7. プリティー・プリティー[2:54]
8. ワンダー・ブギ [4:05]
9. 青春メモリー [4:00]
作詞: 山下史、作曲・編曲: 後藤次利
10. ジュリーがライバル [3:48]
11. 白いオルゴール [4:34]
12. 春ラ!ラ!ラ! [3:48]
13. 私のD.J. [4:23]
作詞: 荒木とよひさ、作曲・編曲: 萩田光雄
14. ハートで勝負 [3:34]
15. めまい [3:24]
16. 愛をひとり占め [3:24]
作詞: 石野真子、補作詞: 荒木とよひさ、作曲: 和泉常寛、編曲: 大村雅朗
17. 彼が初恋 [3:12]
18. フォギー・レイン [3:28]
19. 恋のハッピー・デート（Gotta Pull Myself Together） [3:01]
20. 思いっきりサンバ [3:55]
21. 夕月橋 [3:40]
作詞: 荒木とよひさ、作曲・編曲: 筒美京平
22. 彩りの季節 [4:01]

### Disc 2 セルフセレクションII
- 記載のない楽曲の作詞者、作曲者、編曲者はリンク先を参照のこと。

1. 恋のサマー・ダンス [4:17]
2. あなたへの手紙 [3:53]
作詞・作曲: イルカ、編曲: 大村雅朗
3. バーニング・ラブ [3:48]
4. めぐり逢い [5:36]
5. ミモザの季節 [4:37]
6. true [4:29]
作詞: 石野真子、作曲・編曲: 石川kanji
7. 金木犀の香る頃 [4:22]
作詞: 小林和子、作曲・編曲: 漆戸啓
8. この世で一番好きな人 [2:56]
作詞・作曲・編曲: 山梨鐐平
9. Eve [3:53]
作詞・作曲: 山梨鐐平、編曲: Hiloaki Conischi
10. あなたがいるだけで [4:10]
作詞: ma-saya、作曲・編曲: 大和田崇
11. 道 [6:01]
作詞・作曲・編曲: 染谷俊
12. こっちを向いて [4:38]
作詞: 松宮恭子、作曲・編曲: 菅井えり
13. 揺れるカリプソ [4:48]
作詞: ma-saya、作曲・編曲: 荒木真樹彦
14. clearly [3:55]
作詞: 石野真子、作曲・編曲: 御供信弘
15. I'm on vacation [3:48]
作詞: 田村キョウコ、作曲: 田村キョウコ・砂田和俊、編曲: 砂田和俊
16. Life is beautiful [3:45]
作詞: 田村キョウコ、作曲・編曲: 御供信弘
17. カナリア [4:47]
作詞: 田形美喜子、作曲・編曲: 武藤良明
18. 笑顔の花 [5:26]
作詞: ma-saya、作曲: 武藤良明、編曲: 高島智明

### DVD 1 スポニチ芸能ニュース・TBS系
1. 事務所のアイドル!（1978年5月24日放送、スポニチ芸能ニュース）
2. うれしい悲鳴（1978年9月20日放送、スポニチ芸能ニュース）
3. さわやかな贈り物（1978年11月17日放送、スポニチ芸能ニュース）
4. 強力なマコ軍団（1978年12月8日放送、スポニチ芸能ニュース）
5. 狼なんか怖くない（1978年3月25日放送、TBS系『8時だョ!全員集合』）
6. 狼なんか怖くない（1978年5月27日放送、TBS系『8時だョ!全員集合』）
7. わたしの首領（1978年7月29日放送、TBS系『8時だョ!全員集合』）
8. 失恋記念日（1978年9月23日放送、TBS系『8時だョ!全員集合』）
9. 失恋記念日（1978年12月23日放送、TBS系『8時だョ!全員集合』）
10. 日曜日はストレンジャー（1979年2月3日放送、TBS系『8時だョ!全員集合』）
11. プリティー・プリティー（1979年5月5日放送、TBS系『8時だョ!全員集合』）
12. ワンダー・ブギ（1979年7月28日放送、TBS系『8時だョ!全員集合』）
13. 春ラ!ラ!ラ!（1980年2月16日放送、TBS系『8時だョ!全員集合』）
14. めまい（1980年7月12日放送、TBS系『8時だョ!全員集合』）
15. 彼が初恋（1980年10月18日放送、TBS系『8時だョ!全員集合』）
16. 恋のハッピー・デート（1980年11月15日放送、TBS系『8時だョ!全員集合』）
17. 恋のハッピー・デート（1981年1月24日放送、TBS系『8時だョ!全員集合』）
18. 彩りの季節（1981年5月30日放送、TBS系『8時だョ!全員集合』）
19. 狼なんか怖くない（1978年5月25日放送、TBS系『UFOセブン大冒険』）
20. わたしの首領（1978年9月7日放送、TBS系『UFOセブン大冒険』）
21. 日曜日はストレンジャー（1979年1月11日放送、TBS系『マジカル7大冒険』）
22. 日曜日はストレンジャー（1979年2月22日放送、TBS系『マジカル7大冒険』）
23. プリティー・プリティー（1979年6月7日放送、TBS系『少女探偵スーパーW』）
24. ジュリーがライバル（1979年11月22日放送、TBS系『ミラクルTV大出動』）
25. 春ラ!ラ!ラ!（1980年1月3日放送、TBS系『ミラクルTV大出動』）
26. 彩りの季節（1981年5月28日放送、TBS系『たのきん全力投球!』）
27. 狼なんか怖くない（1978年3月25日放送、TBS系『笑って!笑って!!60分』）
28. ワンダー・ブギ（1978年8月25日放送、TBS系『笑って!笑って!!60分』）
29. ジュリーがライバル（1979年11月24日放送、TBS系『笑って!笑って!!60分』）

### DVD 2 フジテレビ系・NHK
1. 狼なんか怖くない（1978年3月19日放送、フジテレビ系『クイズ・ドレミファドン!』）
2. わたしの首領（1978年7月16日放送、フジテレビ系『クイズ・ドレミファドン!』）
3. プリティー・プリティー（1979年5月6日放送、フジテレビ系『クイズ・ドレミファドン!』）
4. ワンダー・ブギ（1979年8月12日放送、フジテレビ系『クイズ・ドレミファドン!』）
5. 彼が初恋（1980年10月5日放送、フジテレビ系『クイズ・ドレミファドン!』）
6. 思いっきりサンバ（1981年3月22日放送、フジテレビ系『クイズ・ドレミファドン!』）
7. 彩りの季節（1981年6月14日放送、フジテレビ系『クイズ・ドレミファドン!』）
8. わたしの首領（1978年10月14日放送、NHK『レッツゴーヤング』）
9. 失恋記念日（1978年12月17日放送、NHK『レッツゴーヤング』）
10. プリティー・プリティー（1979年4月29日放送、NHK『レッツゴーヤング』）
11. プリティー・プリティー（1979年9月6日放送、NHK『花のステージ』）
12. ジュリーがライバル（1979年9月30日放送、NHK『レッツゴーヤング』）
13. 春ラ!ラ!ラ!（1980年1月6日放送、NHK『レッツゴーヤング』）
14. 春ラ!ラ!ラ!（1980年2月3日放送、NHK『レッツゴーヤング』）
15. ハートで勝負（1980年5月11日放送、NHK『レッツゴーヤング』）
16. ハートで勝負（1980年5月25日放送、NHK『レッツゴーヤング』）
17. めまい（1980年7月13日放送、NHK『レッツゴーヤング』）
18. 彼が初恋（1980年9月28日放送、NHK『レッツゴーヤング』）
19. 恋のハッピー・デート（1981年2月1日放送、NHK『レッツゴーヤング』）
20. 思いっきりサンバ（1981年3月1日放送、NHK『レッツゴーヤング』）
21. 思いっきりサンバ（1981年3月22日放送、NHK『レッツゴーヤング』）
22. 彩りの季節（1981年5月24日放送、NHK『レッツゴーヤング』）
23. 恋のサマー・ダンス（1981年6月14日放送、NHK『レッツゴーヤング』）
24. 恋のサマー・ダンス（1981年7月26日放送、NHK『レッツゴーヤング』）